# San Isidro (sitio arqueológico)
San Isidr es un sitio arqueológico que se localiza en el distrito de Izalco (municipio de Sonsonate Este, Departamento de Sonsonate, El Salvador) y constituye un sitio monumental con ocupación principal entre fines del preclásico medio (650 a. C. a 400 a. C.)  y el preclásico tardío (400 a. C. a 200 d. C.). Entre sus hallazgos más destacados se encuentra el descubrimiento de 5 figurillas tipo Bolinas descubiertos en la cima de la estructura Cerrito 1 y que fueron datadas por radiocarbono entre el 410 a. C. y el 380 a. C.
El sitio abarca más de 50 montículos y plataformas dispersos en unos 6 km². Su centro ceremonial está  compuesto por 7 estructuras, de un total probable de 10; siendo la más alta la ya mencionada Cerrito 1, que es una pirámide que alcanza los 13 metros de altura. Estas estructuras se encuentran ubicada en terrenos privados de una cooperativa agrícola, con siembra de caña de azúcar y maíz.

## Destrucción masiva del sitio
Anualmente los montículos son arados por sus propietarios de forma indiscriminada para sembrar sobre ellos contribuyendo a la destrucción masiva del sitio, la muestra cerámica ha sido arrancada y despedazada junto con lo que resta de las estructuras originales. En general, la población aledaña no tiene conciencia del valor del sitio ni el conocimiento del valioso tesoro cultural que posee, en uno de los montículos los propietarios realizaron una excavación para construir un tanque de agua y en otro se destruyó el 50% para edificar una molienda que solo funcionó por unos cuantos meses, así se destruyó quizás para siempre 2 de las 3 principales pirámides ceremoniales de la acrópolis, 4 montículos más con el paso de maquinaria agrícola pesada sobre ellos están casi por desaparecer y apenas si pueden notarse.
A pesar de su importancia arqueológica y de su mención en algunas publicaciones gubernamentales, no existe ningún plan del Estado para recuperarlo. En un artículo de una revista universitaria relacionado con San Isidro se lee a manera de conclusión: "Por lo pronto no podemos soslayar que San Isidro es una excelente referencia del preclásico, y que este patrimonio con más de dos mil años de historia no puede perderse por negligencia, por el deterioro ambiental y por actividades pecuarias...".